# Hitoši Nozaki
Hitoši Nozaki (japonsky 野崎 一, Nozaki Hitoshi) (1922 Okajama – 25. září 2019) byl japonský chemik zabývající se organickou chemií a jeden z průkopníků v tomto oboru. Společně s Tamedžiro Hijamou a Jošito Kišim je původcem Nozakiho-Hijamovy-Kišiho reakce. Působil také jako profesor při Kjótské univerzitě.

## Život
Nozaki se narodil v roce 1922 v japonské Okajamě. Na Kjótské univerzitě obdržel nejprve bakalářský titul a poté doktorát. Patřil k významným japonským organickým chemikům období tzv. japonského hospodářského zázraku. Mimo jiné byl také původcem syntézní reakce karboxylátového kationtu na bázi terpenů.

### Významní studenti
Mezi jeho významné studenty patřil Rjódži Nojori, nositel Nobelovy ceny za chemii za rok 2001, a Jošihito Kiši, profesor při Harvardově univerzitě.

## Ocenění
- 1979 - Ocenění japonské chemické společnosti (CSJ)
- 1986 - Cena japonské akademie
- 1986 - Medaile cti s fialovou stuhou
- 1992 - Řád posvátného pokladu
- 1993 - Ocenění Special Award in Synthetic Organic Chemistry
- 1999 - Člen Japonské akademie